# ديوي ك. بيلي
ديوي ك. بيلي (بالإنجليزية: Dewey C. Bailey)‏ هو سياسي أمريكي، ولد في 1 سبتمبر 1860 في كولدووتر في الولايات المتحدة، وتوفي في 17 ديسمبر 1937 في دنفر في الولايات المتحدة. حزبياً، نشط في الحزب الجمهوري.